# Micăsasa
Micăsasa là một xã thuộc hạt Sibiu, România. Dân số thời điểm năm 2002 là 2435 người.